# Georg Mayer (Politiker, 1852)
Georg Mayer (* 4. Juni 1852 in Dörfla (Gemeinde Zerlach) in der Steiermark; † 20. Mai 1931 ebenda) war ein österreichischer Politiker der Christlichsozialen Partei (CSP).

## Ausbildung und Beruf
Nach dem Besuch der Volksschule wurde er Realitätenbesitzer und Direktor der Sparkasse Kirchbach.

## Politische Funktionen
- 1911–1918: Abgeordneter des Abgeordnetenhauses im Reichsrat (XII. Legislaturperiode), Wahlbezirk Steiermark 19, Christlichsoziale Vereinigung deutscher Abgeordneter
- Gemeindevorstand von Zerlach

## Politische Mandate
- 21. Oktober 1918 bis 16. Februar 1919: Mitglied der Provisorischen Nationalversammlung, CSP